# 特劳塞拉
特劳塞拉（義大利語：Trausella），是意大利皮埃蒙特大区都靈廣域市瓦尔丘萨市镇的一个分区。总面积12平方公里，人口139人，人口密度11.6人/平方公里（2009年）。ISTAT代码为001277。
之前为独立的市镇，2019年与其他市镇一起合并为新的瓦尔丘萨市镇。